# Debra (namn)
Debra är ett kvinnligt förnamn. Det är en stavningsvariant till Deborah.

## Personer
- Debra Hill (1950–2005), en amerikansk filmproducent och manusförfattare
- Debra Lafave (1980–), en amerikansk sexförbrytare
- Debra Messing (1968–), en amerikansk skådespelare
- Debra Jo Rupp (1951–), en amerikansk skådespelerska
- Debra Winger (1955–), en amerikansk skådespelare